# ブイ・リエム
ブイ・タイン・リエム（Bùi Thanh Liêm、漢字: 裴清廉、1949年6月30日 - 1981年9月26日）はベトナムの軍人、宇宙飛行士。
ハノイ出身で、ベトナム人民空軍のパイロット。大尉の階級まで昇進し、ベトナム戦争中はコンバットミッションを数多く経験した。
1978年にソ連のガガーリン空軍アカデミー（en）を卒業し、1979年4月にファム・トゥアンと共にインターコスモス計画において宇宙飛行士に選抜される。
ソユーズ37号ミッションにおいてファム・トゥアンのバックアップを務めた。1980年7月23日、パンを乗せたソユーズ37号が打ち上げられ、7月31日に帰還した。なおパンはこの飛行によって宇宙に行った初のベトナム人となった。
パンが地上に帰還した1980年7月31日に宇宙飛行士を引退した。
1981年トンキン湾上空での訓練飛行中、MiG-21の衝突事故によって死去。